# Pitcairnia nubigena
Pitcairnia nubigena är en gräsväxtart som beskrevs av Jules Émile Planchon. Pitcairnia nubigena ingår i släktet Pitcairnia och familjen Bromeliaceae. Inga underarter finns listade i Catalogue of Life.